# Clive Montgomery Francis Planta
Pour les articles homonymes, voir Planta.
Clive Montgomery Francis Planta (11 août 1895-17 avril 1972) est un homme politique canadien de la Colombie-Britannique. Il est député provincial  sous l'étiquette Non-Partisan Independent Group (Groupe non-partisan) (conservateur) de la circonscription britanno-colombienne de Peace River de 1933 à 1937.
Il est défait dans sa tentative de réélection lors du scrutin de 1937 alors qu'il se représentait sous une étiquette indépendante. Il sert par la suite comme directeur du Fisheries Council of Canada et en tant que sous-ministre des Pêcheries pour Terre-Neuve.
Planta meurt à Victoria en avril 1972 à l'âge de 76 ans.